# Liège-Bastogne-Liège 2013
Liège-Bastogne-Liège 2013 był 99. edycją wyścigu i rozgrywał się na dystansie 261,5 kilometrów. Wyścig rozpoczął się w Liège a zakończył w Ans. Wyścig zaliczał się do UCI World Tour 2013. Zaplanowanych było 11. trudniejszych podjazdów i dwie strefy bufetowe. Finisz odbył się tuż po ostatniej górce - Côte de Saint-Nicolas.
Zwyciężył Irlandczyk Daniel Martin z grupy Garmin-Sharp, dla którego było to pierwsze zwycięstwo w tym wyścigu, przed hiszpańskimi kolarzami Joaquimem Rodríguezem i Alejandro Valverde. Zwycięzca z 2012 roku Kazach Maksim Iglinski z grupy Pro Team Astana zajął 21. miejsce.
W wyścigu wystartował jedyny Polak: z numerem startowym 81 Michał Kwiatkowski z Omega Pharma-Quick Step (zajął 92. miejsce ze stratą 8 minut i 20 sekund do zwycięzcy).

## Uczestnicy
| Numery  | Kod | Drużyna                 |
| ------- | --- | ----------------------- |
| 1-8     | AST | Astana                  |
| 11-20   | CAN | Cannondale              |
| 21-28   | EUC | Europcar                |
| 31-38   | SKY | Sky Procycling          |
| 41-50   | BMC | BMC Racing Team         |
| 51-58   | KAT | Team Katusha            |
| 61-68   | TST | Team Saxo-Tinkoff       |
| 71-78   | RLT | RadioShack-Leopard      |
| 81-88   | OPQ | Omega Pharma-Quick Step |
| 91-98   | GRS | Garmin-Sharp            |
| 101-108 | MOV | Movistar Team           |
| 111-118 | BLA | Blanco Pro Cycling Team |
| 121-128 | COF | Cofidis                 |

| Numery  | Kod | Drużyna             |
| ------- | --- | ------------------- |
| 131-139 | LAM | Lampre-Merida       |
| 141-148 | FDJ | FDJ                 |
| 151-158 | IAM | IAM Cycling         |
| 161-168 | LTB | Lotto-Belisol       |
| 171-178 | EUS | Euskaltel-Euskadi   |
| 181-188 | ALM | Ag2r-La Mondiale    |
| 191-198 | AJW | Accent Jobs-Wanty   |
| 201-208 | OGE | Orica-GreenEDGE     |
| 211-218 | VCD | Vacansoleil-DCM     |
| 221-228 | TSV | Topsport Vlaanderen |
| 231-238 | ARG | Argos-Shimano       |
| 241-248 | CRE | Crelan–Euphony      |

## Klasyfikacja generalna
| M-ce | Imię i nazwisko    | Kraj       | Drużyna          | Czas       |
| ---- | ------------------ | ---------- | ---------------- | ---------- |
| 1.   | Daniel Martin      | Irlandia   | Garmin-Sharp     | 6h 38' 07" |
| 2.   | Joaquim Rodríguez  | Hiszpania  | Team Katusha     | + 3"       |
| 3.   | Alejandro Valverde | Hiszpania  | Movistar Team    | + 9"       |
| 4.   | Carlos Betancur    | Kolumbia   | Ag2r-La Mondiale | + 9"       |
| 5.   | Michele Scarponi   | Włochy     | Lampre-Merida    | + 9"       |
| 6.   | Enrico Gasparotto  | Włochy     | Pro Team Astana  | + 18"      |
| 7.   | Philippe Gilbert   | Belgia     | BMC Racing Team  | + 18"      |
| 8.   | Ryder Hesjedal     | Kanada     | Garmin-Sharp     | + 18"      |
| 9.   | Rui Costa          | Portugalia | Movistar Team    | + 18"      |
| 10.  | Simon Gerrans      | Australia  | Orica-GreenEDGE  | + 18"      |